# Montre mécanique

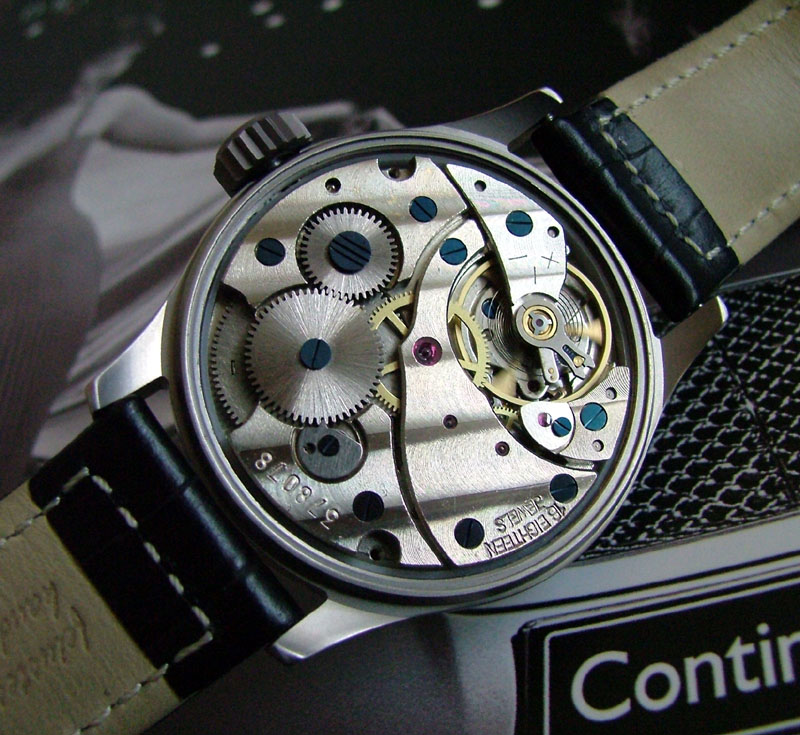
Mouvement d'une montre mécanique russe.

La montre à mouvement mécanique, ou montre mécanique, est une montre dont l'énergie est fournie par un ressort spiral enroulé dans un barillet. La mise en tension du ressort appelée remontage peut être réalisée manuellement ou de manière automatique grâce aux mouvements du porteur de la montre. Elle est composée du mouvement et de l'habillage. Jusqu'à l'apparition des montres à quartz munies de piles ou de batteries à la fin des années 1960, toutes les montres étaient mécaniques.

## Mouvement

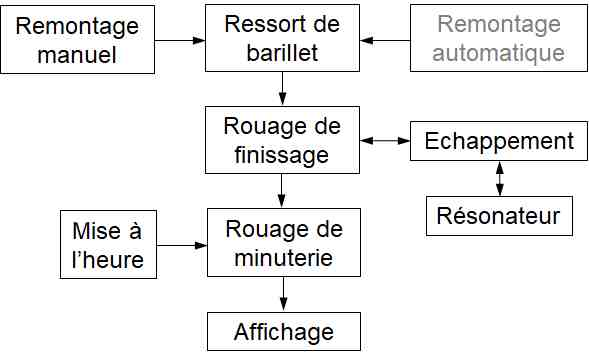
Schéma bloc du mouvement d'une montre mécanique.

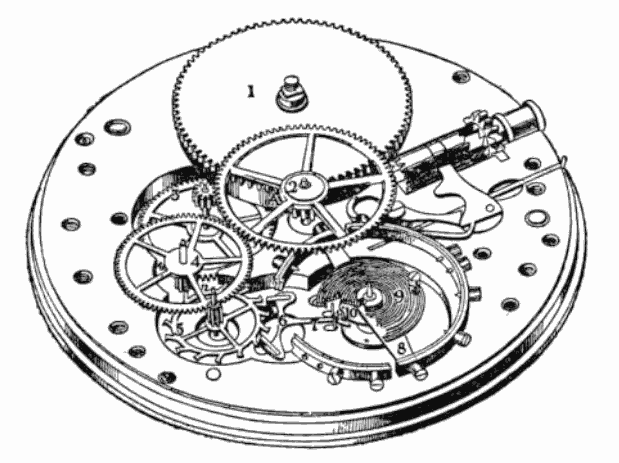
Schéma représentant un mouvement de montre mécanique vu côté ponts.

Le mouvement d'une montre constitue sa partie active. Il comporte toutes les pièces nécessaires pour donner l'heure. On l'appelle également calibre en horlogerie. À l'origine, calibre était synonyme d'une dimension, souvent exprimée en lignes.
Son fonctionnement est décrit par le diagramme animé ci-contre.
L'énergie nécessaire au fonctionnement est stockée dans un ressort de barillet, qui est chargé, soit manuellement par la couronne, soit par un système automatique. L'énergie est transmise à l’affichage (aiguilles) par le rouage de minuterie via le rouage de finissage qui est régulé par l'oscillateur (comportant l'échappement, le plus souvent à ancre, et le résonateur, un balancier-spiral) dont la fonction consiste donc à « découper » cette énergie en unités de temps. C’est l’oscillateur qui dicte la cadence et est donc le garant de la précision de la montre. Un troisième rouage permet la mise à l'heure de la montre au travers de la couronne.
Le mouvement contient donc l'ensemble des mécanismes servant à indiquer les unités de temps : heures, minutes, secondes, date, jour, phase de la lune et autres. Toutes les fonctions autres que heures, minutes et secondes sont appelées des complications horlogères.
Un mouvement mécanique est composé de :
- L'ébauche, qui comprend :
  - La cage, qui est le châssis de la montre mécanique, avec :
    - la platine,
    - les ponts, comme le pont balancier (ou coq).

  - Les rouages avec :
    - le finissage,
    - le remontage,
    - la mise à l'heure.

  - La raquetterie, qui est sur le coq, est ce qui permet de régler l'oscillateur.
- Les fournitures, comportant :
  - les pierres d'horlogerie ou « rubis »,
  - le ressort de barillet,
  - l’échappement,
  - le résonateur ou balancier-spiral,
  - les systèmes antichocs, qui protègent les pivots du balancier.

Notons encore que pour un fonctionnement optimal, les mouvements doivent être lubrifiés et ceci de manière différenciée selon le mouvement des pièces. Cette lubrification doit être refaite régulièrement, un peu comme on amène sa voiture au service.

## Habillage
L'habillage est l'ensemble des parties constitutives de la montre entourant, habillant, le mouvement, donnant à la montre son esthétique, permettant l'indication de toutes ses fonctions.

### Boîtier

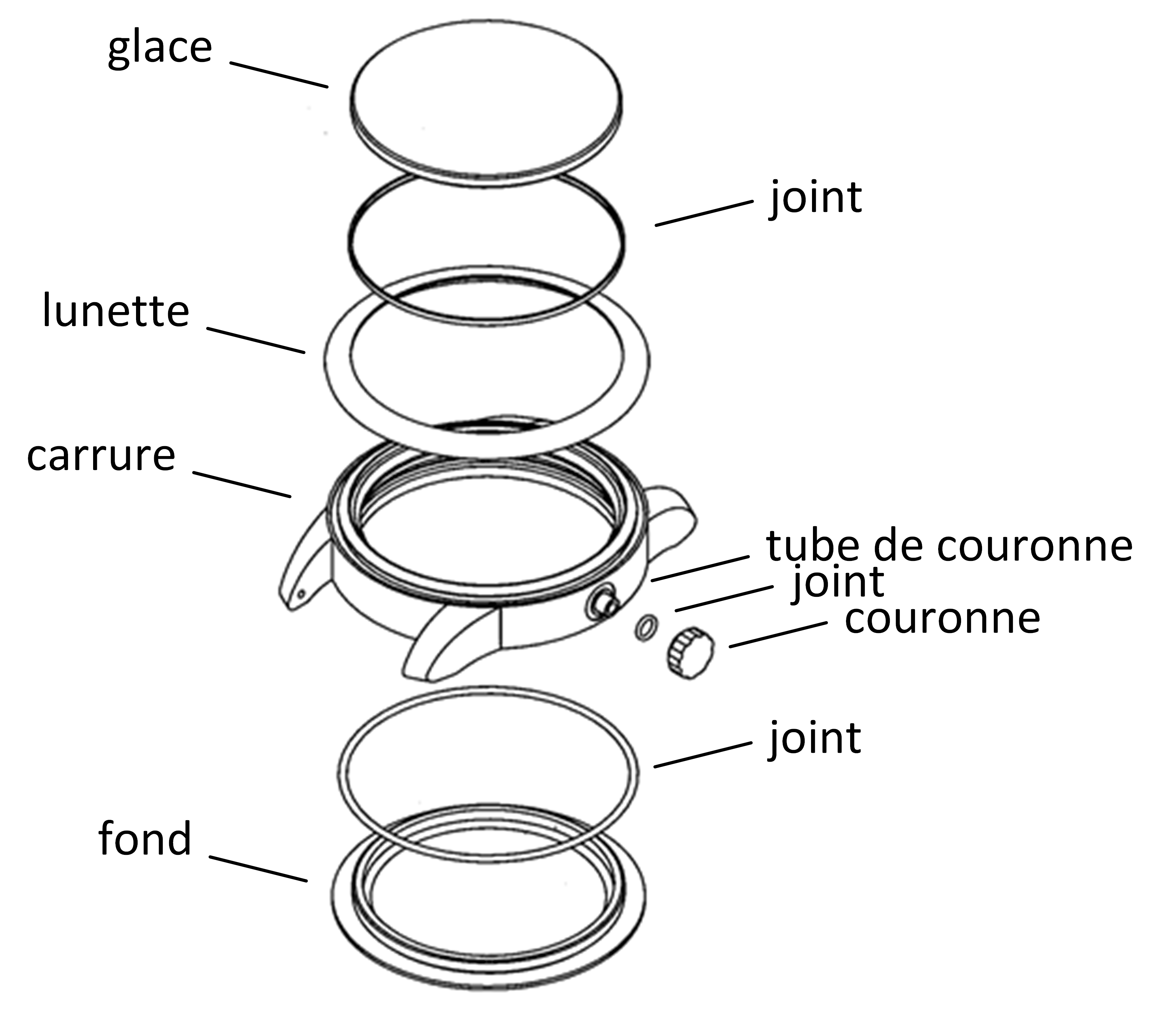
Pièces principales d'une boîte de montre étanche.

Le boîtier est la protection de l'ensemble : « mouvement / cadran / aiguilles ». Il est également l'élément principal de la personnalisation du modèle de montre. Il est composé de la carrure partie principale (centrale) du boîtier à laquelle sont fixés :
- à l'extérieur :
  - l'ensemble tube et couronne permettant le remontage et la mise à l'heure,
  - la lunette, le cas échéant,
  - la glace ou  verre de montre,
  - le fond,
  - les joints d'étanchéité,
  - les cornes ou couvre-anses : auxquels sont fixées de part et d'autre du boîtier les deux parties du bracelet.
- à l'intérieur :
  - le cercle d'emboîtage auquel est fixé l'ensemble « mouvement / cadran » par les brides.

### Cadran

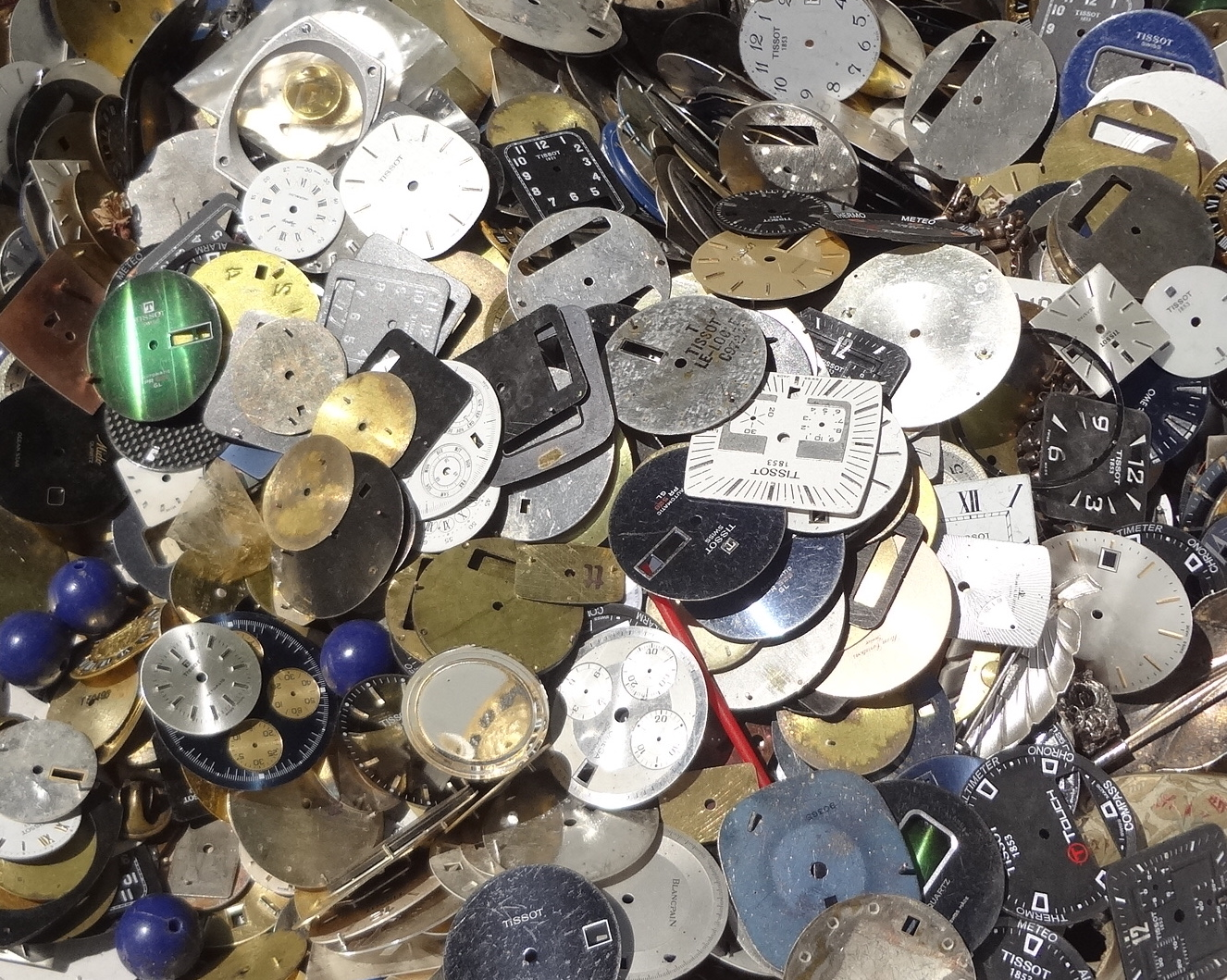
Choix de cadrans au marché aux puces de Plainpalais (Genève).

Le cadran est une plaque recouvrant la platine du mouvement. Il porte des chiffres ou des repères permettant de lire l'heure selon les positions des aiguilles (ou autres pièces mobiles). À l'origine, le cadran se nommait « montre ». C'est lui qui, seul visible, cachant et couvrant l'ensemble de la surface du mécanisme, devint par synecdoque le nom de ce mécanisme horloger portatif, le distinguant ainsi des horloges grandes et encombrantes qui débordaient largement de leur cadran. Souvent décoré, il indique aussi la marque de fabrique, le type de la montre (exemple : automatique, quartz, chronomètre) et, le cas échéant, la provenance (exemple : Swiss made en Suisse, « Fabriqué en France » en France).
Il est généralement en métal (laiton, maillechort, or, argent ou autre) et peut être recouvert de peinture, de laque ou d'émail. Il peut également être guilloché, donnant ainsi au métal des décorations en relief.
Il en existe également en bois, marqueterie, pierre, décorés de motifs de plume ou sertis de pierres précieuses. Certains cadrans sont ajourés pour rendre visible une partie du mécanisme, tel que les cœurs ouverts montrant le balancier, les tourbillons et carrousels. D'autres montres n'ont pas de cadran afin de pouvoir observer le mouvement, dont les ponts et la platine ont été évidés. Ce sont les « montres-squelette ».

### Aiguilles
Les aiguilles sont chassées chacune sur l'axe d'un des pignons du mouvement, elles indiquent les heures, minutes, parfois les secondes (l'aiguille est alors appelée « trotteuse »), et autres, en plus des indications de disques logés sur la platine dont on ne voit qu'une partie par une fenêtre du cadran, selon la complication du mouvement. L'exemple le plus commun d'affichage par fenêtre est le guichet de la date, affichant le disque de quantième.

### Bracelet
Alors que les premières montres datent de la fin du XVe siècle, l'utilisation d'un bracelet pour porter la montre au poignet est beaucoup plus tardive (au XIXe siècle). Chacune des deux parties du bracelet est généralement fixée aux cornes de la carrure par une barrette à ressort, également appelée pompe. Il peut être en cuir, en mousse plastique, en fibres naturelles, en caoutchouc, ainsi que dans les différents métaux nobles, en platine, en or, en acier, en titane, en aluminium et différents alliages métalliques.

#### Fermoir
Il existe différents types de fermoir, à boucle papillon, ou boucles déployantes, ou encore boucle ardillon.

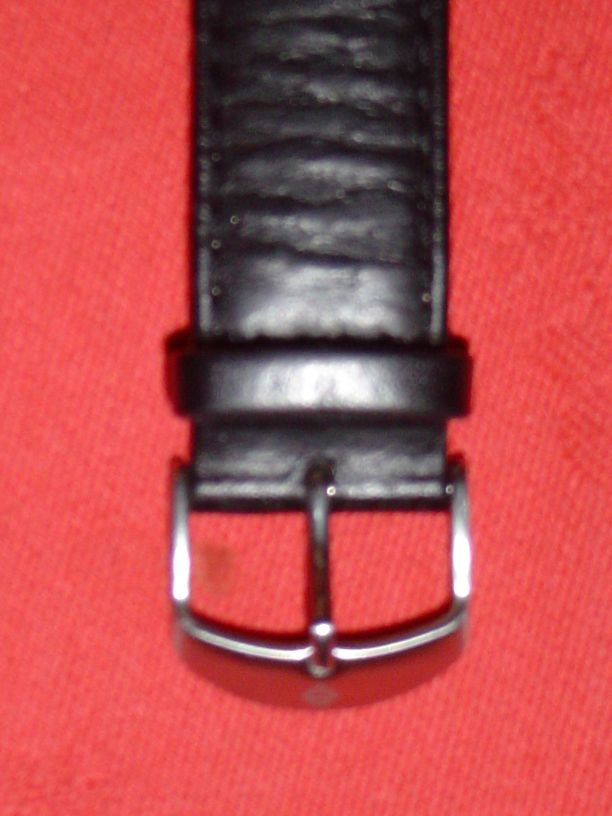
Boucle ardillon non utilisée pour les bracelets en métal.
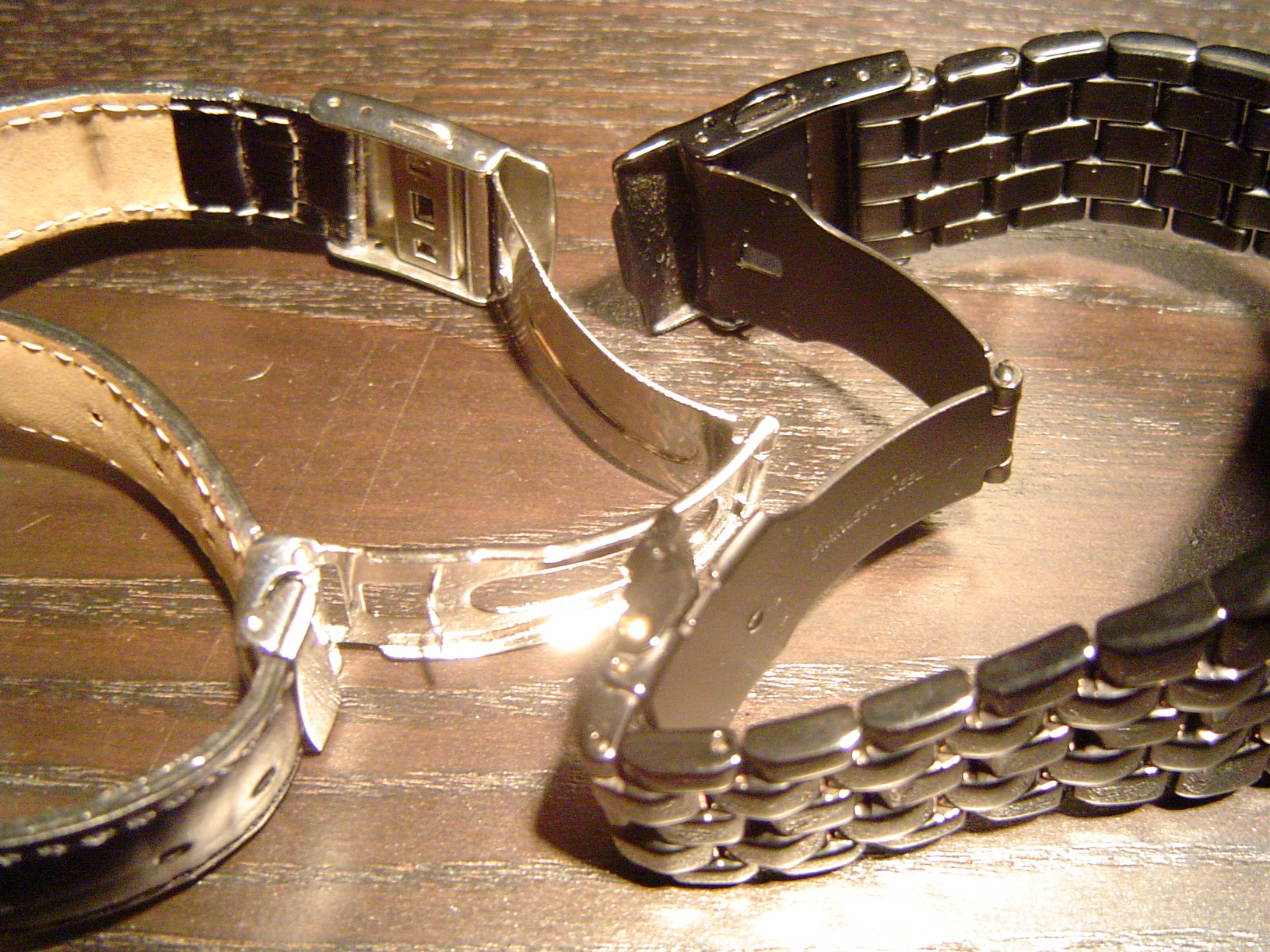
Boucles déployantes utilisable pour tous les types de matériaux.
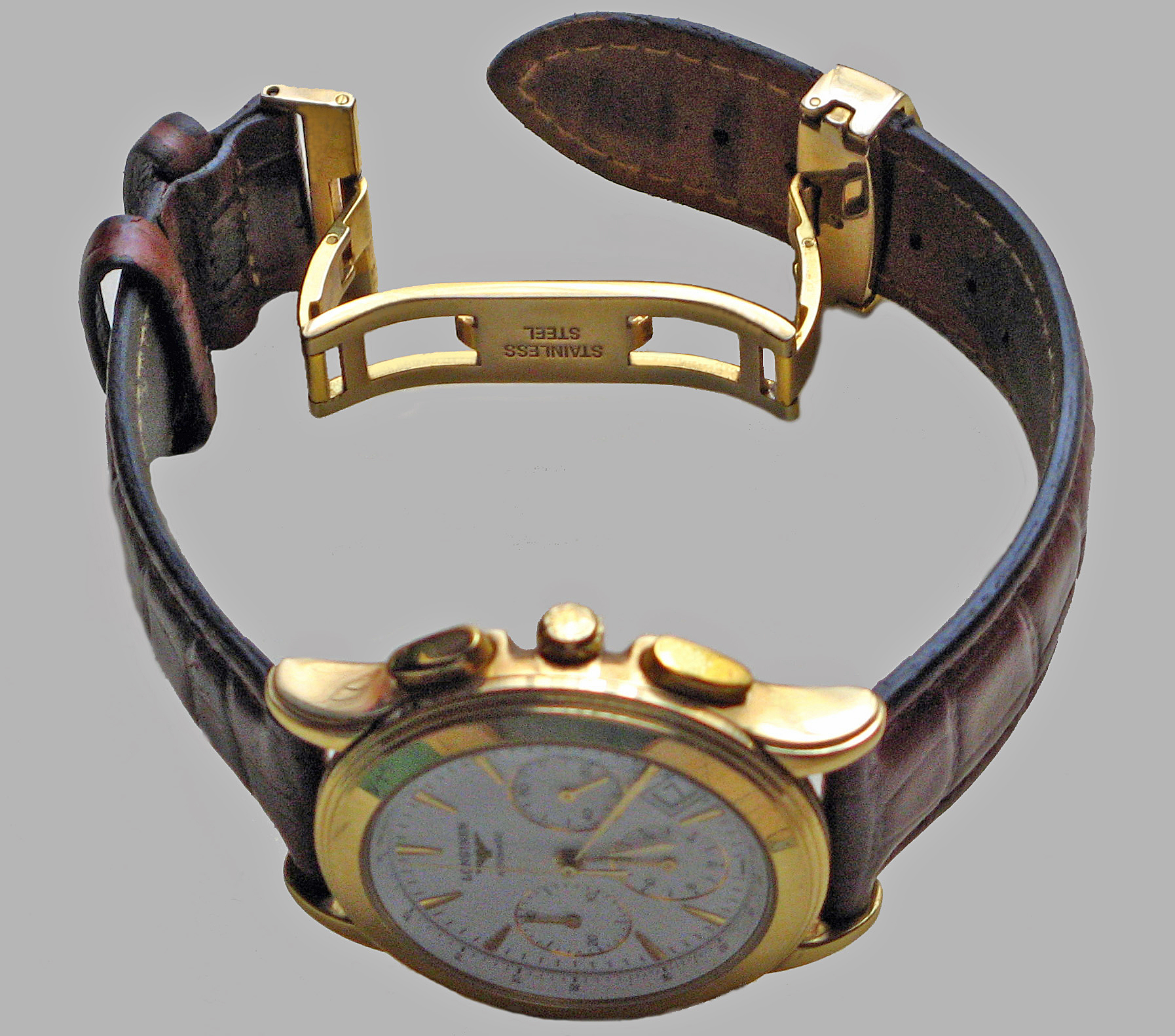
Boucle papillon utilisable pour tous les types de matériaux.

## Voir aussi

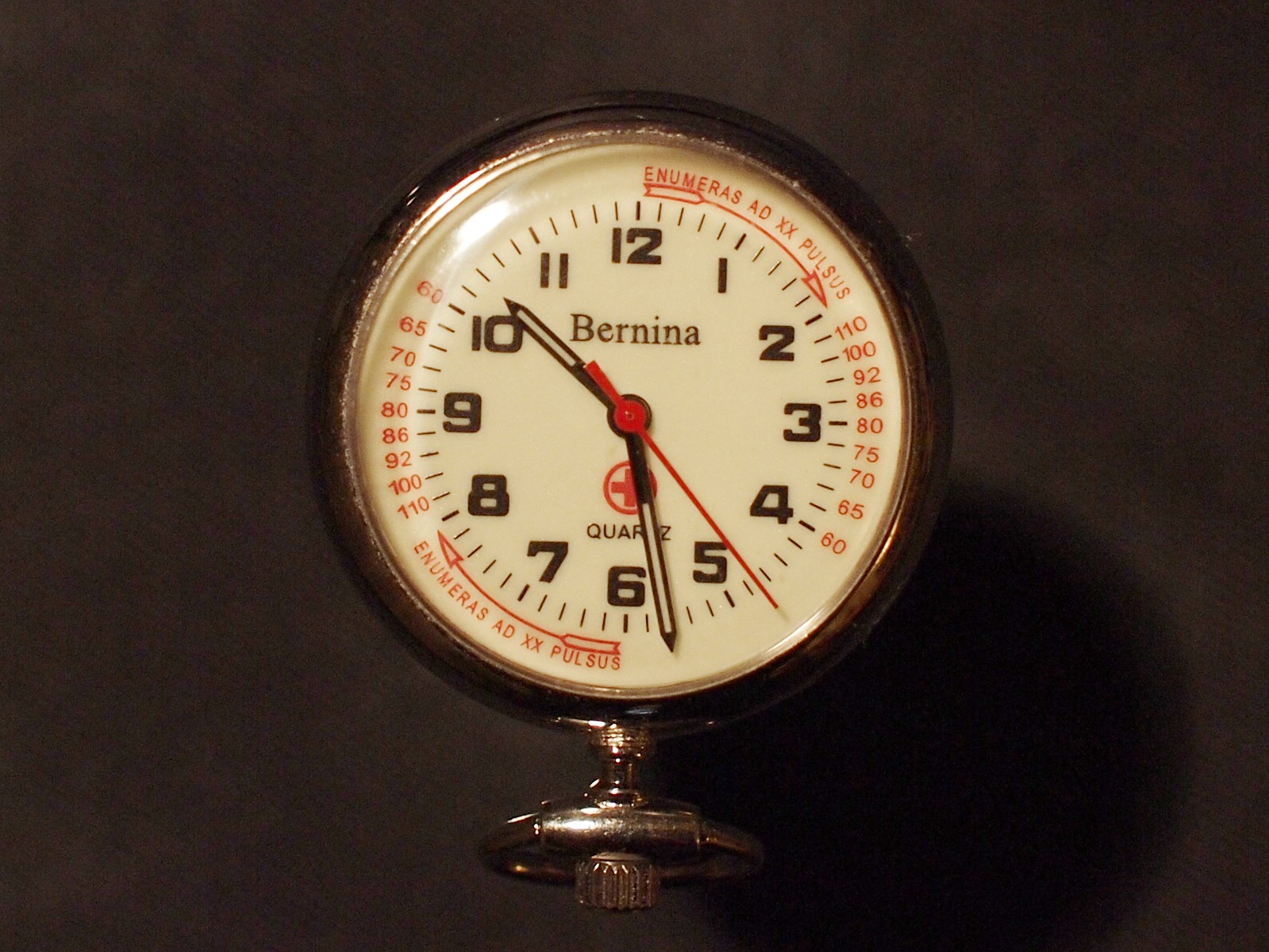
Montre d'infirmière Bernina.

#### Moyens micro-techniques utilisés
- Conception mécanique assistée par ordinateur
- Cotation (dessin industriel)
- Cotation fonctionnelle
- Dessin technique
- Procédés de fabrication (mécanique)
- Machine-outil à commande numérique
- Système ISO d'ajustements
- Système ISO de tolérances